# Misión salesiana en la Patagonia

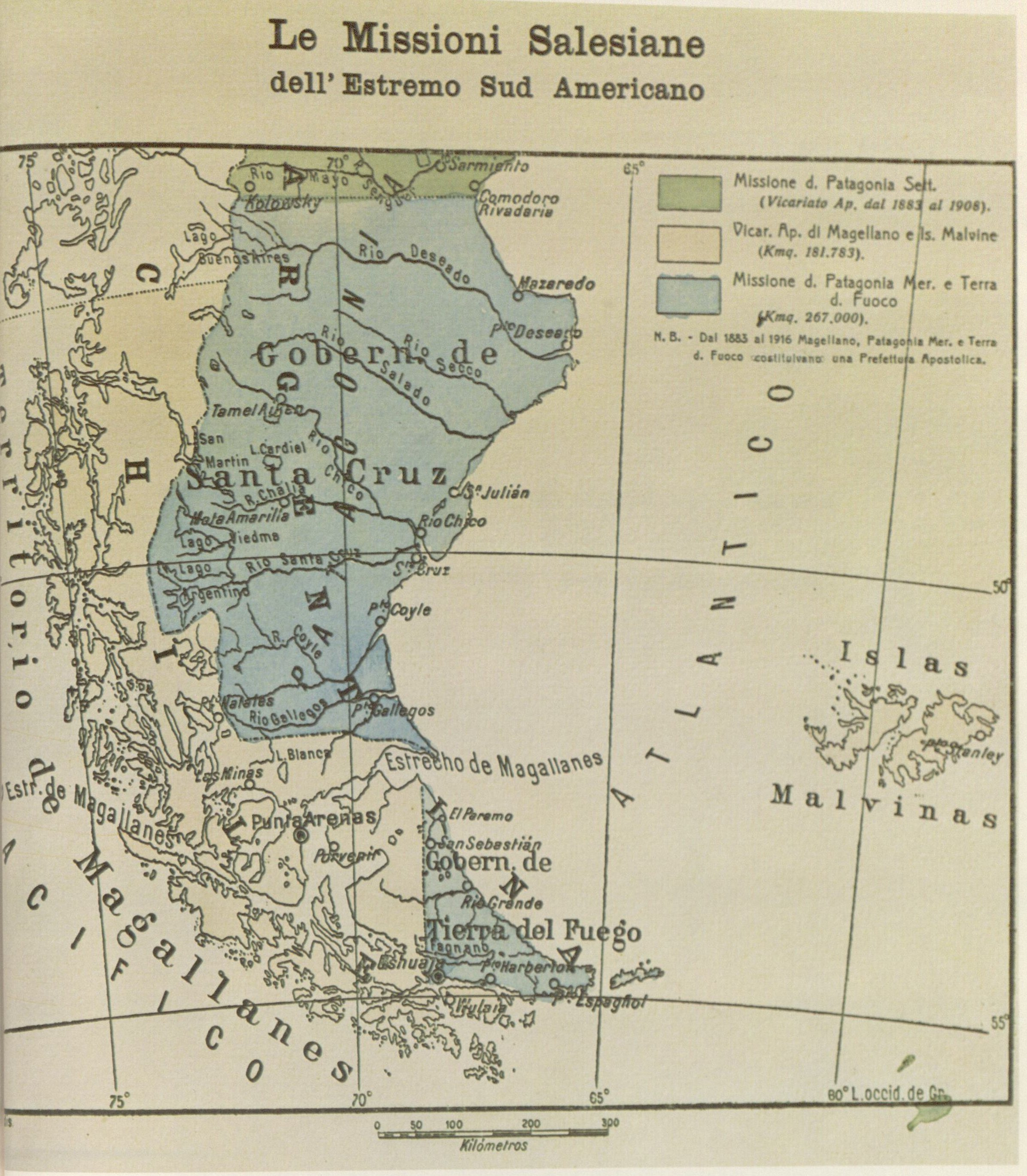
Mapa de las misiones salesianas en el extremo meridional de América del Sur hacia 1916.

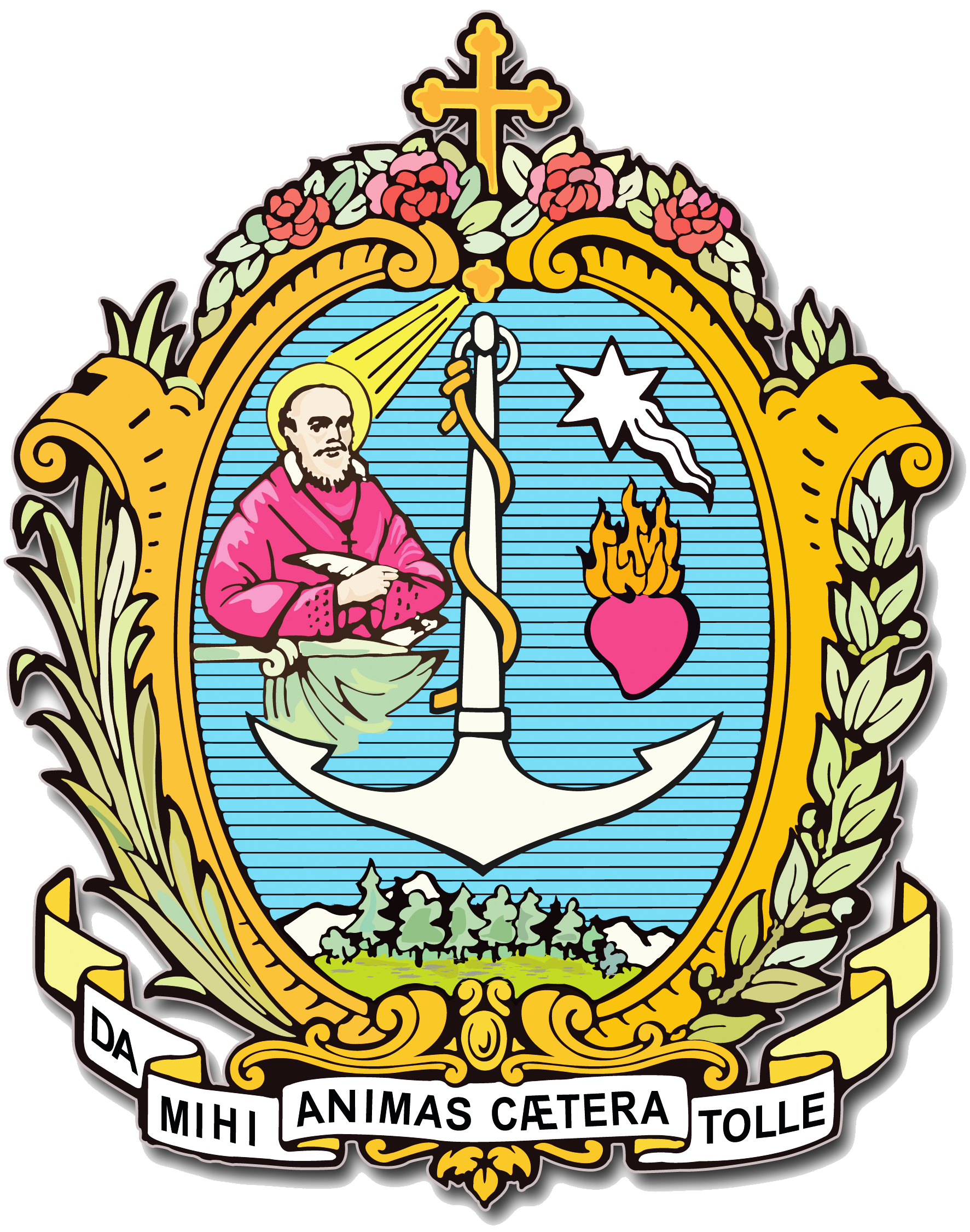
Escudo de la congregación salesiana.

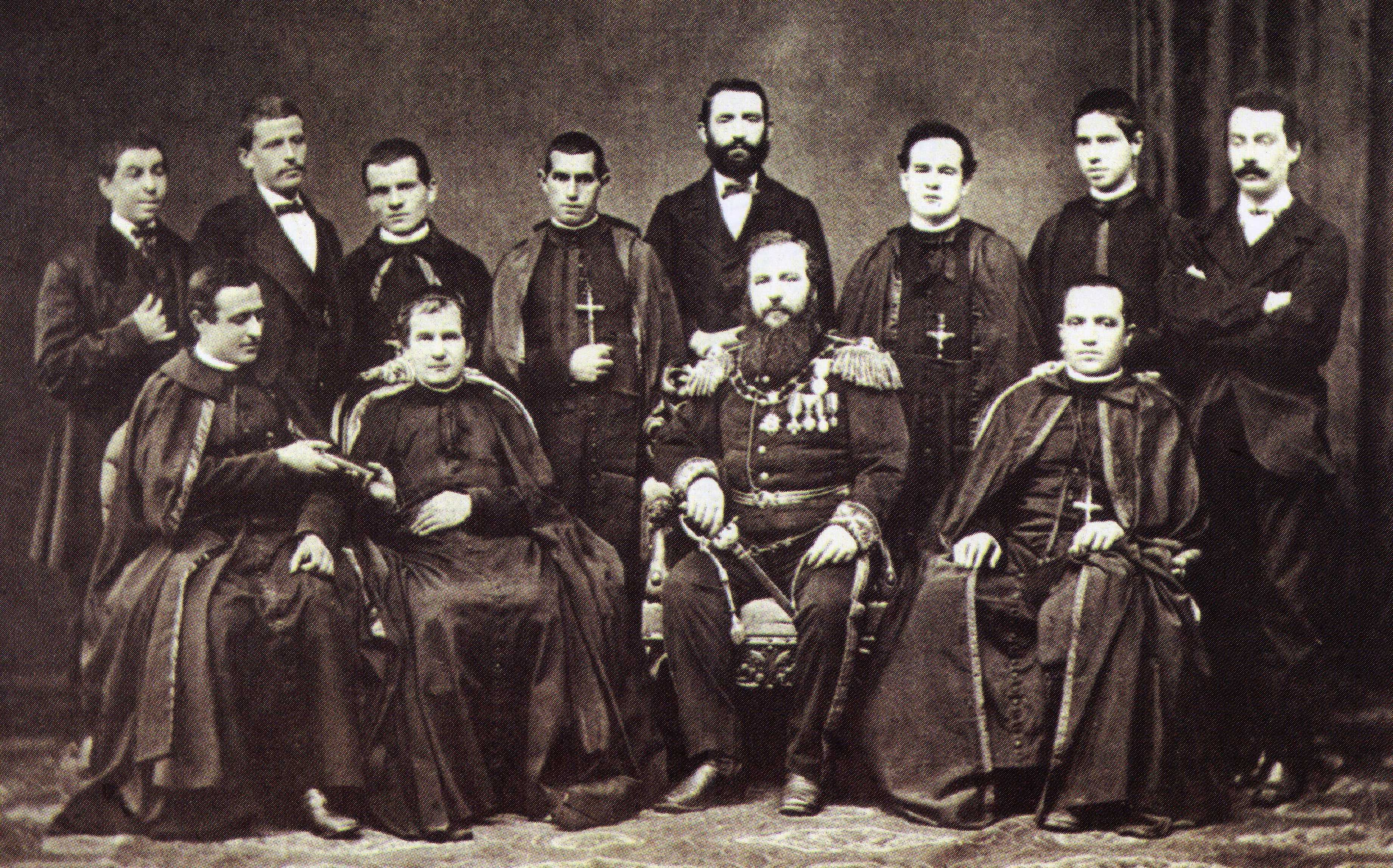
Los misioneros antes de partir a su misión. Sentados de izquierda a derecha, padre Juan Cagliero, Don Bosco, Juan Bautista Gazzolo (cónsul argentino en Savona) y padre José Fagnano. De pie (de izquierda a derecha): coadjutor Vicente Gioia, coadjutor Bartolomé Scavini, padre Valentín Cassini, padre Juan Bautista Baccino, coadjutor Esteban Belmonte, padre Domingo Tomatis, clérigo Santiago Allavena y coadjutor Bartolomé Molinari.

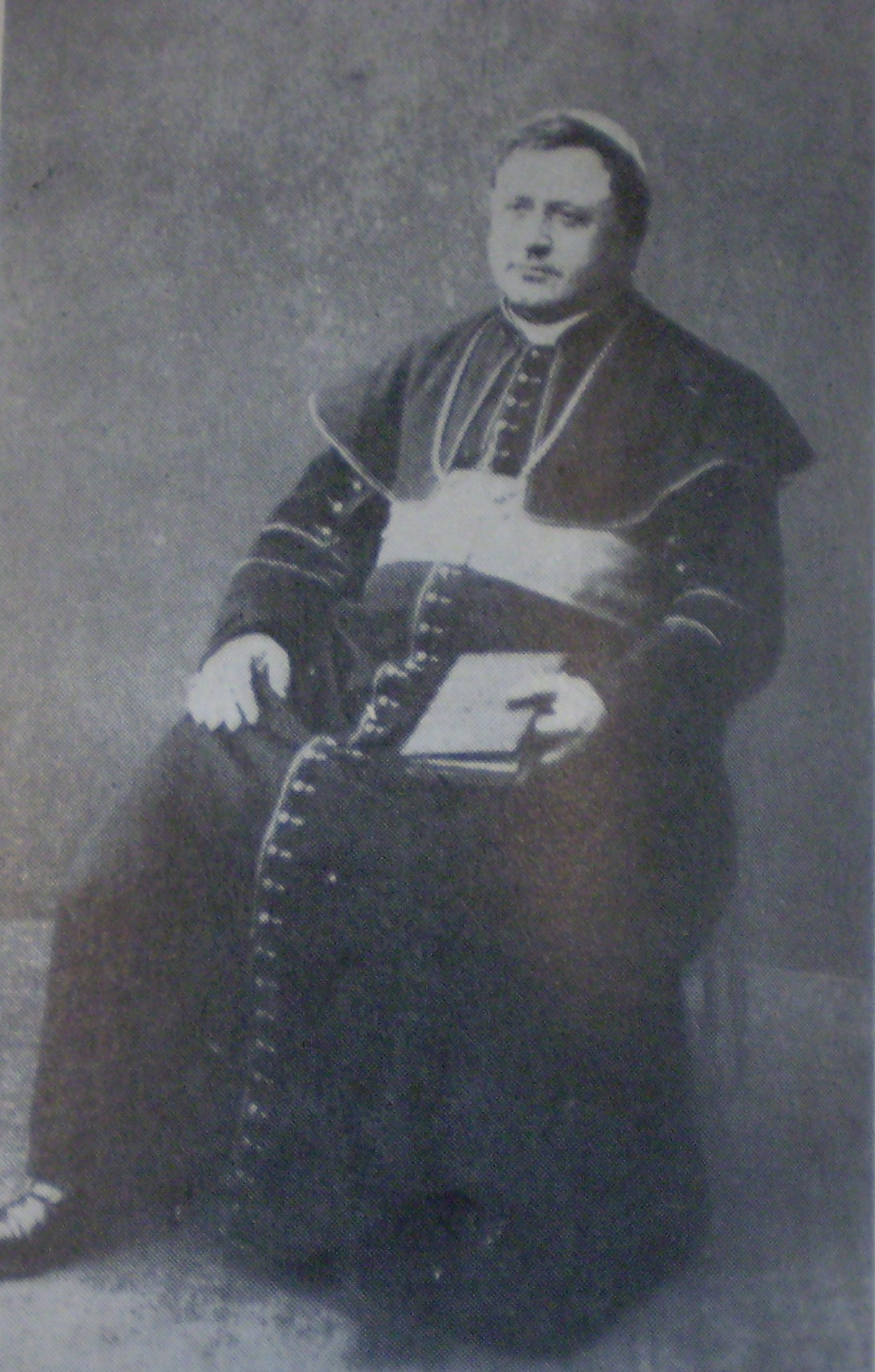
Giovanni Cagliero, vicario apostólico.

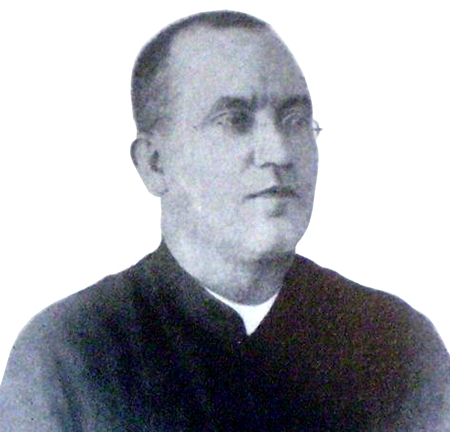
Giuseppe Fagnano, prefecto apostólico.

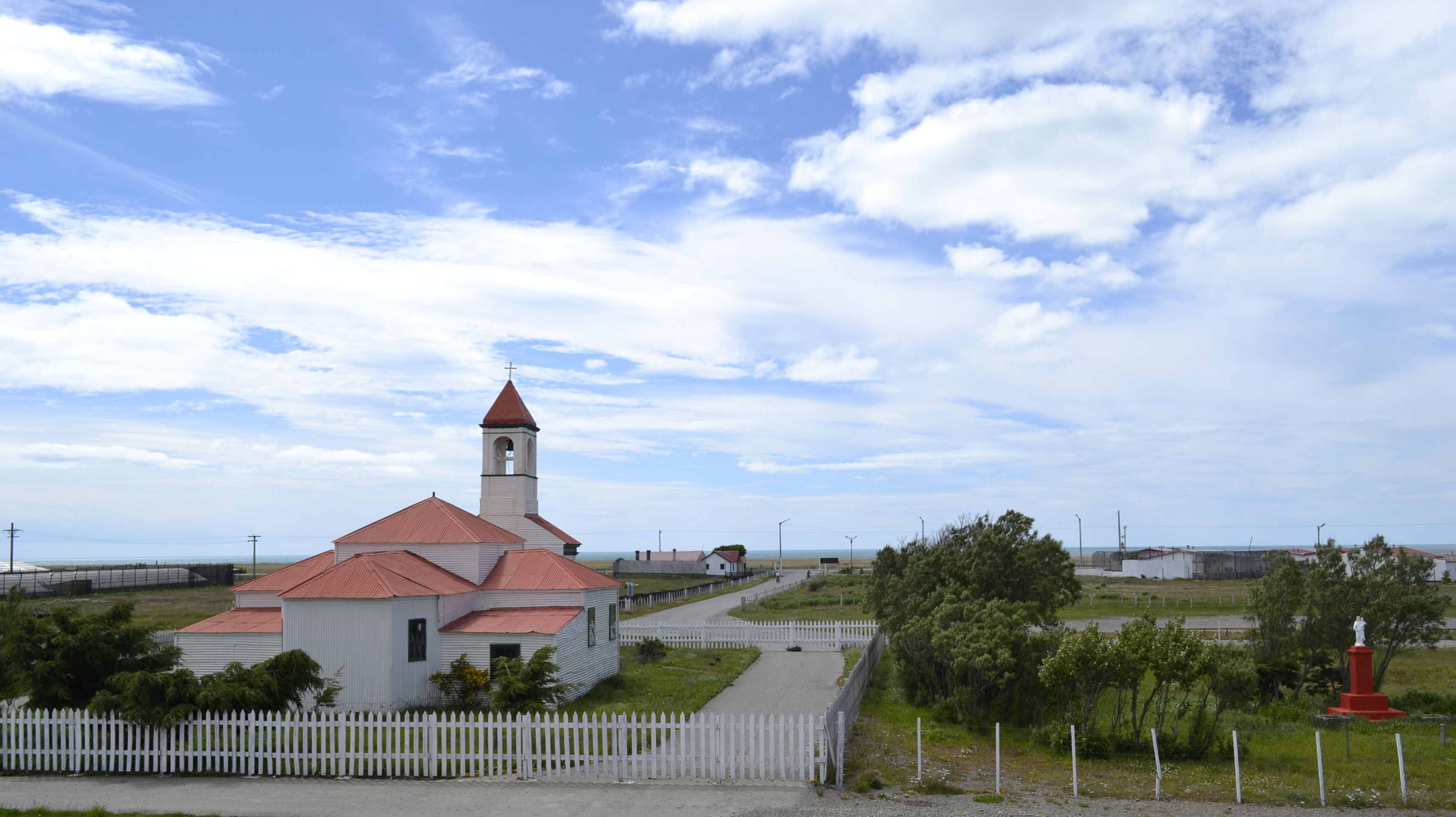
Vista panorámica de la Misión Salesiana de Nuestra Señora de la Candelaria.

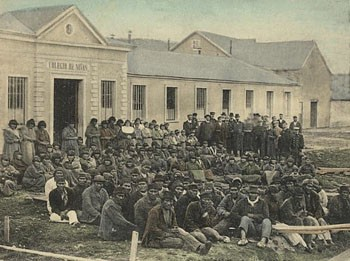
Los últimos selknam en Puerto Harris en 1896.

La misión salesiana en la Patagonia es la obra misionera llevada adelante por la Pía Sociedad de San Francisco de Sales de la Iglesia católica en el extremo sur de América desde las últimas décadas del siglo XIX. La misión forma parte de la región de América Cono Sur, la cual corresponde a una de las ocho regiones en las que la congregación salesiana divide al globo en su administración y que comprende a las regiones de Argentina, Brasil, Chile, Paraguay y Uruguay.

## Antecedentes
En la segunda mitad del siglo XIX la Patagonia era una vasta región desierta que Argentina y Chile disputaban alegando la herencia de España, pero que estaba escasamente habitada por pueblos indígenas indómitos y dispersos y que las potencias europeas solían considerar terra nullius. En mapas europeos de la época el extremo sur de América se registraba como Tierra desconocida, Tierra de salvajes o Tierra de nadie, por lo que se lo trataba como regiones independientes. En interior de la Patagonia permaneció desconocido y entre 1869-1870 el capitán inglés George Chaworth Musters exploró la región aportando algunos datos sobre los tehuelches. La presencia argentina permanente se limitaba a Carmen de Patagones en la desembocadura del río Negro y a la colonia galesa en el golfo Nuevo y en el valle inferior del río Chubut, mientras que la presencia chilena, que era permanente desde tiempos coloniales en Chiloé, se desarrollaba también en la colonia del estrecho de Magallanes. A su vez el Reino Unido mantenía una población en las islas Malvinas y en parte de las provincias patagónicas argentinas, tal es el caso de colonia galesa Y Wladfa.
El norte de la Patagonia fue conquistado por el Ejército Argentino en la campaña denominada Conquista del Desierto entre 1878 y 1883, aunque en el área occidental de Chubut la campaña se extendió hasta fines de 1884. La soberanía sobre la Patagonia fue resuelta en medio de la campaña por medio del Tratado de 1881 entre Argentina y Chile, mientras que en 1883 Chile finalizó la Ocupación de La Araucanía. Una vez derrotados los pueblos indígenas, el Estado argentino comenzó la ocupación efectiva del espacio patagónico y el 11 de octubre de 1878 fue creada la Gobernación de la Patagonia con Mercedes de Patagones como su capital (población que hasta ese momento era la parte sur de Carmen de Patagones) y con jurisdicción proclamada desde las fronteras provinciales hasta el cabo de Hornos. 
La jurisdicción eclesiástica sobre la Patagonia no estaba definida y fue asumida por la arquidiócesis de Buenos Aires por el lado argentino y por la diócesis de Ancud por el lado chileno, a medida que la ocupación se hacía efectiva.

## Congregación salesiana
La congregación salesiana fue fundada el 18 de diciembre de 1859 por Juan Bosco (Don Bosco) en el Oratorio de San Francisco de Sales de Valdocco, Turín en Italia. La Santa Sede aprobó a la congregación el 23 de julio de 1864 y reconoció oficialmente sus constituciones y reglamentos el 3 de abril de 1874. Los salesianos están especialmente dedicados a la instrucción y educación de los jóvenes en las escuelas, oratorios, centros de formación agrícola y profesional, pero también al apostolado de la prensa y las misiones.

## Llegada de los salesianos a la Argentina
La primera solicitud a los salesianos para el apostolado misionero fuera de Europa llegó de Argentina, para la evangelización de la Patagonia. El 12 de mayo de 1875 Don Bosco eligió a los misioneros entre sus colaboradores y el futuro cardenal Giovanni Cagliero (Juan Cagliero) fue puesto al frente de la expedición. El 14 de diciembre de 1875 llegaron a Buenos Aires Cagliero, otros 4 sacerdotes (José Fagnano, Valentín Cassini, Juan Bautista Baccino, Domingo Tomatis) el clérido Santiago Allavena y los 4 coadjutores (laicos consagrados): Vicente Gioia, Bartolomé Scavini, Esteban Belmonte y Bartolomé Molinari (todos mencionados con sus nombres hispanizados). Se instalaron en la iglesia italiana Mater Misericordiae. El 21 de diciembre de 1875 el grupo de dividió en dos y una parte se estableció en San Nicolás de los Arroyos. Los misioneros llevaban el mandato de Don Bosco de evangelización de la Patagonia y la creación de ambientes para el cuidado y la educación de la juventud pobre y abandonada. Para Don Bosco, las vastísimas regiones de la Patagonia carecían de cristianismo y de civilización, incluso también de autoridad civil o eclesiástica.
Antes de su muerte el 31 de enero de 1888, Don Bosco envió otras 10 misiones a América: en noviembre de 1876, en noviembre de 1877, en 1878, 1881, 1883, 1885, 1886 y 1887. Desde Argentina los salesianos se expandieron a los estados más septentrionales, a Uruguay y Brasil (en donde jugaron un papel importante en las misiones en la Amazonia y Mato Grosso) y en 1896 llegaron a los Estados Unidos. En sus primeros años en Argentina los salesianos se dedicaron a actividades parroquiales relacionadas con los inmigrantes italianos en Buenos Aires. El padre Santiago Costamagna el 6 de marzo de 1887 inició la misión salesiana en Chile en Concepción.

## Comienzo de la misión patagónica
En 1879 Julio Argentino Roca llevó adelante la campaña militar hacia el río Negro, viajando con el ejército el sacerdote salesiano Santiago Costamagna y el clérigo Luis Botta. Fue el primer grupo de salesianos que tomó contacto con la Patagonia a fin de explorar las posibilidades de crear establecimientos salesianos allí. 
En 1879 los misioneros lazaristas abandonaron la parroquia de Nuestra Señora del Carmen de Carmen de Patagones, por lo que en agosto de 1879 el arzobispo de Buenos Aires León Federico Aneiros propuso a Don Bosco que creara una casa en Carmen de Patagones o en la vecina Mercedes de Patagones (población renombrada Viedma el 4 de julio de 1879), para ser la cabecera de la misión patagónica. La parroquia extendía su jurisdicción por el valle inferior del río Negro hasta la isla de Choele Choel. Una vez aceptado el ofrecimiento, el 20 de enero de 1880 llegó a Carmen de Patagones el padre Fagnano como párroco, acompañado por miembros de la rama femenina salesiana, el Instituto de las Hijas de María Auxiliadora. El 24 de abril de 1880 fue creada la parroquia de Nuestra Señora de las Mercedes de Viedma, separada de la de Carmen de Patagones, y que fue confiada al salesiano Domingo Milanesio desde el 12 de noviembre de 1880. El 30 de agosto de 1881 se unió a estos misioneros el padre José María Beauvoir.
En 1878 Don Bosco nombró a Francesco Bodratto como inspector de América (provincial salesiano) con sede en Buenos Aires, quien inició gestiones ante el Gobierno argentino para que concediera tierras patagónicas a la congregación con la intención de establecer colonias, pidiendo la competencia misional exclusiva. A su vez, en 1880 Don Bosco inició gestiones ante el papa León XIII para establecer un vicariato apostólico y una prefectura apostólica en la Patagonia, estando de acuerdo el papa en la necesidad de crear un seminario en Europa para proveer de sacerdotes a la misión y de erigir un vicariato apostólico en las colonias del río Negro. 
El proyecto misionero de Don Bosco en la Pampa y la Patagonia debía comenzar por introducirse poco a poco en el desierto de la Patagonia y ganar aquellas tribus abriendo escuelas para sus niños y recogerlos en hospicios y orfanatos De esa forma pensaba lograr el objetivo de contraer relaciones con sus padres por medios de los hijos para que los salvajes se convirtieran por medio de los mismos salvajes. El resultado final debía ser lograr vocaciones sacerdotales entre los indígenas. El proyecto comenzó a aplicarse en Carmen de Patagones con los niños huérfanos indígenas a quienes se les enseña un oficio y música instrumental. Entre otras ideas Don Bosco pensó en establecer una colonia de italianos para facilitar la evangelización de las regiones australes, en áreas que creía no pertenecían a ningún país.

## Creación del vicariato apostólico y de la prefectura apostólica
El proyecto de Don Bosco encontró oposición en el Gobierno argentino y en la arquidiócesis de Buenos Aires, razón por la cual Don Bosco prescindió de ellos y buscó concretarlo directamente a través de la curia romana y lograr así una misión libre y sin ataduras.
El 16 de noviembre de 1883 la Propaganda Fide erigió mediante un breve el vicariato apostólico de la Patagonia Septentrional. El mismo día también erigió la prefectura apostólica de la Patagonia Meridional. El nuevo vicariato apostólico comprendía el área del partido de Patagones y la parte norte y central de la Gobernación de la Patagonia, que fue disuelta el 16 de octubre de 1884 y dividida entre los territorios nacionales de Río Negro, La Pampa, Neuquén, Chubut, Santa Cruz y Tierra del Fuego. Estos dos últimos quedaron dentro de la prefectura apostólica encomendada al padre Fagnano como prefecto apostólico y con título de monseñor, junto con las islas Malvinas, la Patagonia chilena, el territorio chileno de Magallanes la parte del Chubut al sur del río Chubut. De esta manera, la arquidiócesis de Buenos Aires y la diócesis de Ancud pasaron a tener límites precisos al sur. La estimación poblacional de las nuevas circunscripciones era de 106 000 habitantes para el vicariato apostólico y menos de 15 000 para la prefectura apostólica, en áreas de 730 000 y 500 000 km² respectivamente.
Don Bosco continuó las gestiones para que Cagliero fuera consagrado obispo, lo cual logró el 20 de octubre de 1884, cuando sin el consentimiento del Gobierno argentino fue consagrado obispo titular de Magydus y vicario apostólico.

## Conflicto con el Gobierno argentino
La Santa Sede no comunicó al Gobierno argentino la creación de las nuevas jurisdicciones. Para los salesianos y la Propaganda Fide, la Patagonia era una tierra de misión nullius dioecesis, es decir, exenta de la jurisdicción de un obispo local. El arzobispo Aneiros, sin embargo, conocía la creación de las jurisdicciones y el nombramiento de Cagliero por comunicación de la congregación salesiana, pero decidió mantenerla en secreto hasta tanto le fuera comunicada oficialmente, mientras tanto consideraba esos territorios dependientes de su autoridad y el 1 de enero de 1884 designó a Francisco Vivalvi como capellán de Rawson. Este nombramiento generó la reacción de los salesianos en Roma.
El Estado argentino consideraba que había heredado de los reyes de España el ejercicio del patronato nacional, que era un régimen de control soberano sobre el funcionamiento de la Iglesia católica en el país. La Santa Sede nunca reconoció ese derecho y su independencia recibió muchas limitaciones hasta el establecimiento del modus vivendi hacia 1860, por el cual el Gobierno argentino ejercía de hecho el patronato y la Santa Sede homologaba sus decisiones sin mencionar en las bulas al Gobierno ni reconocer el patronato. Este acuerdo tácito fue dejado de lado por el papa al crear las jurisdicciones patagónicas en un momento en que las relaciones entre ambos estaban en un estado álgido a causa de las leyes laicas del gobierno de Julio Roca y el 14 de octubre de 1884 el delegado apostólico en Argentina, Luigi Matera, fue expulsado del país provocando una ruptura de relaciones que duró hasta 1900.
Aun sin recibir la comunicación formal de las nuevas creaciones, la llegada de Cagliero como obispo fue mal vista por el Gobierno de Roca, que lo consideró un obispo extranjero, por lo que el nuevo vicario apostólico se enfrentó a la pérdida de la misión salesiana y optó por mostrarse como un obispo misionero, visitador de las casas salesianas y encargado de los misioneros de la Patagonia bajo la autoridad del arzobispo de Buenos Aires. Dado que las leyes argentinas obligaban a que los obispos con cargo en el país tuvieran nacionalidad argentina, la comunicación formal del nombramiento de Cagliero como vicario apostólico habría significado su inmediata expulsión y el fin de la misión salesiana. El Gobierno de Roca, sin embargo, no ignoraba las gestiones realizadas por Don Bosco para crear las circunscripciones misionales, pues este se lo había comunicado, pero como nunca recibió de la Santa Sede la comunicación, ignoraba si se habían formalmente concretado.

## Inauguración de las circunscripciones misionales
El 9 de julio de 1885 Cagliero llegó a Carmen de Patagones e inauguró el vicariato apostólico en secreto por consejo del arzobispo de Buenos Aires, pues se temía la reacción del Gobierno argentino. El 21 de noviembre de 1885 el padre Ángel Savio y el coadjutor Fossati partieron con el gobernador del Territorio Nacional de Santa Cruz, Carlos M. Moyano, llegando a Puerto Santa Cruz el 29 de noviembre de 1885. Como capellán Salvio fundó la Escuela Salesiana de Puerto Santa Cruz el 14 de febrero de 1886 y fue remplazado por el padre José María Beauvoir el 20 de marzo de 1886. Cuando el 16 de diciembre de 1887 la capital del territorio fue trasladada a Río Gallegos, Beauvoir trasladó también allí su capellanía. En 1889 el párroco de Rawson, Vivaldi, comenzó una misión entre los tehuelches de Chubut sin reconocer la autoridad de Cagliero, pero poco después viajó a Roma y la misión fue asumida por los salesianos en 1891.
Fagnano había dejado la parroquia de Carmen de Patagones en 1884 y el 31 de octubre de 1886 partió desde Buenos Aires a explorar su nuevo destino en el vapor Villarino como capellán de la expedición de Ramón Lista. El 21 de noviembre de 1886 arribó a la bahía de San Sebastián en la isla Grande de Tierra del Fuego, que recorrió por 4 meses antes de regresar a Buenos Aires. A su regreso escribió cartas al arzobispo y al Gobierno expresando su plan de acción, que incluía la creación de dos colegios y solicitando 25 000 ha para ello. El 12 de julio de 1887 Fagnano partió hacia Punta Arenas, población chilena sobre el estrecho de Magallanes elegida para ser sede de la prefectura apostólica, a donde arribó el 21 de julio de 1887 en compañía del sacerdote Antonio Ferrero, del clérigo Fortunato Griffa y del coadjutor José Audisio. El 16 de agosto de 1887 fundó el Liceo Salesiano San José en Punta Arenas. En 1888 dos misioneros salesianos fundaron en Puerto Stanley de las islas Malvinas la Casa de Santa María. En febrero de 1889 Fagnano fundó la misión de San Rafael Arcángel en Puerto Harris de la isla Dawson con indígenas onas (hoy llamados selknam) y alacalufes (hoy llamados kawésqar). La fundación de la Misión Salesiana de Nuestra Señora de la Candelaria tuvo lugar el 11 de noviembre de 1893 cuando el padre Beauvoir instaló el primer asentamiento con el fin de evangelizar a los nativos y albergarlos en sus instalaciones, ya que eran víctimas de enfrentamientos entre ganaderos y buscadores de oro. Esta misión fue totalmente destruida por un incendio el 12 de diciembre de 1896 y con el tiempo la misión fue el núcleo de la ciudad de Río Grande.

## Acuerdo con el Gobierno argentino
El 25 de noviembre de 1887 el Congreso argentino, ejerciendo su no reconocido derecho de patronato, sancionó una ley creando las nuevas diócesis de La Plata, Santa Fe y Tucumán y pidió a la Santa Sede su concreción. Las negociaciones llevadas adelante permitieron un acuerdo de compromiso por los derechos adquiridos por los salesianos, por el cual, sin reconocerlos el Gobierno, el vicariato apostólico y la parte argentina de la prefectura apostólica seguirían de forma efectiva e independiente a cargo de la congregación salesiana, pero bajo jurisdicción de la arquidiócesis de Buenos Aires y de otras diócesis lindantes. Destrabada la situación, el 15 de febrero de 1897 con la bula In Petri Cathedra, el papa León XIII erigió las diócesis de La Plata, Santa Fe y Tucumán. En vano también los salesianos intentaron que se reconocieran las dos jurisdicciones dependientes de sus misioneros.

His novis erectionibus decretis et respective cum sua novamque dioecesi ac territorio constitutis, ita novae circumscriptionis ecclesiasticae ratio et status in Republica Argentina modo scriptionem enicitur, ut nempe Archiepiscopalis sedes Bonearensis ex camdennit, civitate principe de Buenos-Aires cum suo foederali districtu ex insula, vulgo de Matin Garcia actu efformetur, additis insuper territoriis nationalibus, vulgo del Rio Negro et Chubut nec non Santa Cruz, ac terra, vulgo del Fuego, et demum insula de los Estados.

La bula de creación de las nuevas diócesis fue reconocida por el Gobierno por decreto de 28 de mayo de 1897, de tal forma que la arquidiócesis de Buenos Aires recibió los territorios nacionales de Río Negro, Chubut, Santa Cruz y Tierra del Fuego; la diócesis de La Plata el partido de Patagones y el Territorio Nacional de La Pampa; y la diócesis de San Juan de Cuyo el del Neuquén. Sin embargo, el reconocimiento de los derechos adquiridos por los misioneros salesianos fue expresado en el decreto como: sin prejuicio de que continúe, por ahora, el Vicariato apostólico de Patagones y la Prefectura apostólica de Tierra del Fuego, hasta tanto que los Prelados estén en condiciones de poder enviar miembros del clero diocesano para el cuidado espiritual de aquellas vastas regiones. De esta forma, el vicariato apostólico fue suprimido de jure, pero conservado de hecho y los salesianos se aseguraron su exclusividad misional en la Patagonia.
En 1901 el vicariato apostólico contaba con aproximadamente 90 000 fieles, distribuidos en 13 parroquias y 9 estaciones misioneras principales y 45 filiales.
Sin renunciar nunca al cargo de vicario apostólico, Cagliero regresó definitivamente a Italia en julio de 1904, confiando la misión a dos previcarios, Esteban Pagliere y Bernardo Vacchina.

## Supresión del vicariato apostólico y de la prefectura apostólica
Luego de nuevas negociaciones, el 9 de mayo de 1911 se decidió crear 7 vicarías foráneas para los salesianos: 4 dependientes de la arquidiócesis de Buenos Aires (Río Negro, Chubut, Santa Cruz, Tierra del Fuego), 2 de La Plata (Patagones, La Pampa) y una de San Juan (Neuquén). De esta forma el vicariato apostólico desapareció, pero los salesianos continuaron con su misión patagónica.
La prefectura apostólica de la Patagonia Meridional, Magallanes, Tierra del Fuego e Islas Malvinas fue suprimida el 4 de octubre de 1916, pocos días después de morir monseñor Fagnano. En su reemplazo fue creado el vicariato apostólico de Magallanes e Islas Malvinas, restando al antiguo territorio de la prefectura, la parte austral de la Patagonia argentina. Dos fueron los obispos vicarios apostólicos y ambos de la congregación salesiana: monseñor Abraham Aguilera Bravo y monseñor Arturo Jara Márquez. Fue promovido a diócesis de Punta Arenas el 27 de enero de 1947, con las islas Malvinas continuando dentro de su jurisdicción. Los 3 obispos que ha tenido la diócesis pertenecen a la congregación salesiana.
Los salesianos permanecieron en las islas Malvinas hasta 1952, cuando fueron remplazados por los misioneros de Mill Hill al establecer el papa Pío XII la prefectura apostólica de las Islas Malvinas el 10 de enero de 1952 mediante la bula In Nostris, finalizando su presencia en las islas.
El 20 de abril de 1934 con la bula Nobilis Argentinae nationis del papa Pío XI fue creada la diócesis de Viedma con el territorio patagónico de la arquidiócesis de Buenos Aires y con el de Neuquén de la diócesis de San Juan de Cuyo. Ese mismo día fueron creadas las diócesis de Bahía Blanca y de Mercedes, que incluyeron porciones del territorio de La Pampa de la diócesis de La Plata. La diócesis de Viedma fue dividida el 11 de febrero de 1957 al crearse de la diócesis de Comodoro Rivadavia con los territorios de Santa Cruz y de Tierra de Fuego. El 10 de abril de 1961 fue nuevamente dividida al crearse la diócesis de Neuquén y el 22 de julio de 1993 cedió más porciones de territorio para la creación de la diócesis de Alto Valle del Río Negro y de la diócesis de San Carlos de Bariloche. En estas diócesis tuvieron inicialmente obispos salesianos las diócesis de Viedma, Alto Valle del Río Negro, Comodoro Rivadavia, Neuquén y Río Gallegos. Posteriormente fueron designados algunos obispos no salesianos: en Viedma 4 de sus 5 obispos pertenecen a la congregación, en Alto Valle del Río Negro solo el primero de 3, en Comodoro Rivadavia 4 de 6, en Neuquén 3 de 5 y en Río Gallegos 4 de 6. Las diócesis de San Carlos de Bariloche y de Santa Rosa nunca los tuvieron.

## Misión actual
La inspectoría Argentina Sur dentro de la región de América Cono Sur de la congregación salesiana tiene en 2021 jurisdicción sobre la Ciudad Autónoma de Buenos Aires y las provincias de Buenos Aires (excepto San Nicolás de los Arroyos y adyacencias), La Pampa, Neuquén, Río Negro, Chubut, Santa Cruz y Tierra del Fuego. La congregación gestiona parroquias, escuelas, residencias educativas y casas de formación distribuidas en las ciudades de: Ushuaia, Río Grande, Río Gallegos, Puerto Deseado, Caleta Olivia, Comodoro Rivadavia, Esquel, Trelew, San Carlos de Bariloche, San Martín de los Andes, Chos Malal, Neuquén, Viedma, Las Grutas, Luis Beltrán, Chimpay, Villa Regina, General Roca, Cipolletti, General Acha, Santa Rosa, General Pico, Victorica, Pedro Luro, Bahía Blanca, Tandil, Mar del Plata, Sierra de la Ventana, Del Valle, Las Toninas, Aguas Verdes, Uribelarrea, Zárate y en numerosos lugares de la ciudad de Buenos Aires y el Gran Buenos Aires. El resto de Argentina integra la inspectoría Argentina Norte.
En Chile los salesianos conforman la Inspectoría Chile de la región de América Cono Sur y en el área patagónica sus centros de acción se encuentran en Punta Arenas y en Puerto Natales.